# Ronson (Flammenwerfer)

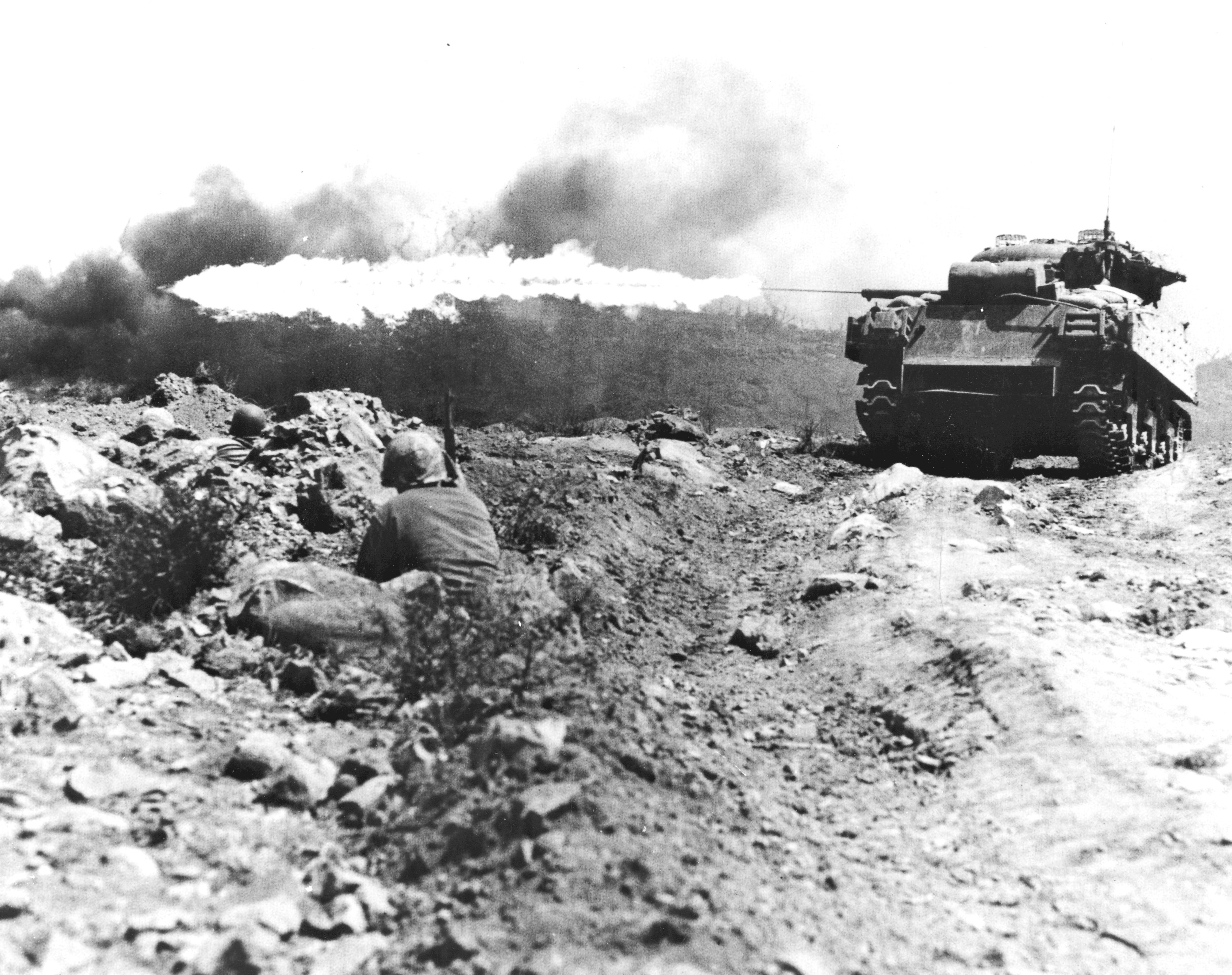
M4A3 Sherman mit Ronson-Flammenwerfer (Navy Mk I) während der Schlacht um Iwojima

Der Ronson war ein kanadischer Fahrzeug-Flammenwerfer des Zweiten Weltkriegs.
Die Waffe wurde 1941 vom britischen Ingenieur Reginald P. Fraser im Auftrag des im Jahr zuvor gegründeten Petroleum Warfare Department und mit Unterstützung der Lagonda Company entwickelt. Sie wurde im Universal Carrier eingebaut und erreichte eine Reichweite von 40 yards (36 m), was dem War Office aber unzureichend erschien, so dass das Projekt gestoppt werden sollte. Die kanadischen Streitkräfte, insbesondere General McNaughton, zeigten jedoch Interesse und entwickelten die Waffe weiter. Als Bezeichnung wurde „Ronson“ gewählt, vermutlich eine Anspielung auf den gleichnamigen Feuerzeug-Hersteller.
Schließlich erreichte der Flammenwerfer Ende 1942 Fertigungsreife; die Produktion fand ausschließlich in Kanada statt. Die Waffe bestand aus zwei am Heck des Carriers befestigten Treibstoffbehältern mit 60 Gallonen (272 Liter) Fassungsvermögen, Kohlenstoffdioxid-Druckflaschen in der Fahrzeugfront als Treibmittel und der vorne angebrachten Flammenwerferdüse, die durch Rohre (aus Platzgründen auf der Fahrzeugaußenseite) mit den Tanks verbunden war. Als Reichweite wurde nun 50 yards (46 m) angegeben, was immer noch sehr wenig war, aber durch die Beweglichkeit ausgeglichen werden sollte. Die Tankkapazität sollte für etwa 40 kurze Flammenstöße ausreichen. Es wurde eine Testeinheit zusammengestellt, die den inoffiziellen Namen Ronson Cavalry trug und die Waffe im britischen Testareal Moody Down vorführte.
Obwohl nun 1300 Bestellungen für den Ronson-Flammenwerfer eingingen, davon 300 für die kanadische Armee, scheiterte die geplante Serienfertigung und die Ronson Carrier wurden vermutlich nie im Kampf eingesetzt. Grund dafür war, dass R. P. Fraser seinen ursprünglichen Ronson-Entwurf bereits weiterentwickelt und mit dem Wasp ein weit überlegenes Flammenwerfer-Fahrzeug geschaffen hatte.
Letzten Endes wurden ungefähr 500 Ronson-Sets produziert. Die Briten verwendeten die Waffe im experimentellen Amphibienfahrzeug Dragonfly (ein schwimmfähiger Ronson Carrier) und im Flammpanzer Churchill Oke, wobei beide nur in minimaler Stückzahl gebaut wurden. Hauptnutzer wurden schließlich die Streitkräfte der Vereinigten Staaten: Amerikanische Ingenieure in Hawaii kombinierten einen verbesserten Ronson mit dem Panzer M3A1 und schufen so den Flammpanzer M3 Satan (24 Stück vom Marine Corps auf den Marianen eingesetzt). Ein modifizierter Nachbau der Navy war der Navy Mark I flamethrower, der im M4 Sherman (hauptsächlich auf Iwojima und Okinawa eingesetzt) und im Landungsfahrzeug LVT-4 genutzt wurde.
Die Bedeutung des Ronson lag also hauptsächlich darin, dass er sowohl in Großbritannien als auch in den USA als Basismodell für die Entwicklung fortschrittlicher Flammenwerfer diente.
Die abfällige britische Bezeichnung Ronson für den Sherman-Panzer hat nichts mit dem Flammenwerfer zu tun, sondern spielte (ebenfalls in Bezug auf die Feuerzeuge) auf dessen Brandanfälligkeit und Explosionsgefahr an.